# ヤマダユウスケ
ヤマダ ユウスケ（やまだ ゆうすけ、1987年〈昭和62年〉7月29日 - ）は、日本の俳優、タレントである。埼玉県出身。成城大学経済学部卒業。
旧芸名は山田 悠介（やまだ ゆうすけ）。

## 略歴
2008年（平成20年）6月1日、第5回D-BOYSオーディションでグランプリを受賞。ワタナベエンターテインメントの所属タレントとなる。同年にオリジナルビデオ『喧嘩番長』で俳優デビュー。
2009年（平成21年）7月1日よりD-BOYSに加入。同月に主演映画『学校裏サイト』が公開される。
2012年（平成24年）3月、1年留年して大学を卒業した。
2021年3月31日をもって所属事務所を退所。D-BOYSを卒業した。2021年4月1日よりフリーランス。
2022年、「ヤマダユウスケ」へ改名していたことを発表。
2022年3月24日、『仮面ライダーオーズ 10th 復活のコアメダル』の舞台挨拶上にて結婚していたことを発表した。

## 出演

### テレビドラマ
- 帝王 第1 - 3話（2009年7月、TBS） - 連城透 役
- 交渉人〜THE NEGOTIATOR〜2（2009年10月 - 12月、テレビ朝日） - 橘雅也 役
- 仮面ライダーオーズ/OOO（2010年9月 - 2011年8月、テレビ朝日） - ウヴァ 役
- ハンチョウ〜警視庁安積班〜 第3話（2012年4月、TBS） - 塚本浩平 役
- 連続テレビ小説 梅ちゃん先生（2012年5月、NHK総合） - 佐々木 役
- 土曜ワイド劇場 拘置所の女医2（2013年8月、テレビ朝日）
- 碧の海〜LONG SUMMER〜（2014年7月、東海テレビ） - 平良俊彦 役
- 山本周五郎人情時代劇 第10話「泥棒と若殿」（2016年2月9日、BSジャパン） - 鮫島平馬 役
- スペシャリスト 第4話（2016年2月、テレビ朝日） - 加瀬信行 役
- 月曜名作劇場 警視庁機動捜査隊216VI 絶てない鎖（2016年9月12日、TBS） - 堂本研哉 役
- 伝七捕物帳 第2シリーズ 第2話（2017年8月11日、NHK BSプレミアム） - 政吉 役
- ブラックペアン（TBS） - 速水晃一 役
  - ブラックペアン（2018年4月22日 - 6月24日）
  - ブラックペアン シーズン2（2024年7月7日 - 9月15日）[10]
  - ブラックペアンと言いたくて…（2024年7月12日 - ）[11]
- 下町ロケット（2018年10月14日 - 12月23日・2019年1月2日、TBS） - 本田郁馬 役
- 記憶捜査〜新宿東署事件ファイル〜 第4・5話（2019年2月8日 - 2月15日、テレビ東京） - 手塚山翔 役
- ベビーシッター・ギン!（2019年8月4日、NHK BSプレミアム） - 宇佐美省二 役
- 警視庁ゼロ係〜生活安全課なんでも相談室〜 SEASON4 第6話（2019年8月23日、テレビ東京） - 皆川健二 役
- WOWOWオリジナルドラマ「ぴぷる〜AIと結婚生活はじめました〜」（2020年5月19日 - 6月30日、WOWOWプライム） - 詫間秀介 役[12]
- ドラマスペシャル「はぐれ刑事三世」（2020年10月15日、テレビ朝日） - 青野春哉 役
- 相棒 season23 第11話（2025年1月15日、テレビ朝日） - 営業の亀山薫 役
- イグナイト -法の無法者- 最終回（2025年6月27日、TBS） - 大久保 役

### 映画
- イケメンバンク THE MOVIE（2009年） - 一本気円 役
- 学校裏サイト（2009年） - 主演・藤原隼人 役
- 仮面ライダーシリーズ
  - 仮面ライダー×仮面ライダー オーズ&ダブル feat.スカル MOVIE大戦CORE（2010年） - ウヴァの声 役
  - 劇場版 仮面ライダーオーズ WONDERFUL 将軍と21のコアメダル（2011年） - ウヴァ 役
- 起終点駅 ターミナル（2015年） - 鷲田恒彦 役
- グッドバイ、バッドマガジンズ（2022年11月、ピークサイド） - 向井英 役[13]
- 日本で一番恐くない間取り（2024年）[14]

### オリジナルビデオ
- 喧嘩番長（2008年） - 蜂屋茂 役
- ブラック・エンジェルズ2 〜黒き覚醒篇〜（2012年） - 主演・松田鏡二 役
- 仮面ライダーオーズ 10th 復活のコアメダル（2022年） - ウヴァ 役[15]

### 舞台
- D-BOYS STAGE Vol.3「鴉〜KARASU〜 04」（2009年4月） - 堀田半兵衛 役
- D-BOYS STAGE 2010 trial-1「NOW LOADING」（2010年4月 - 5月） - リー 役
- D-BOYS STAGE 2010 trial-3「アメリカ」（2010年9月 - 11月） - 佐々木 役
- ＊pnish＊ vol.13「トラベルモード」（2011年11月）
- 飛び加藤〜幻惑使いの不惑の忍者〜（2012年6月 - 7月）
- Dステ 11th「クールの誕生」（2012年8月 - 9月） - 近石 役
- アトリエダンカン・デラシネラプロデュース「日々の暮し方」（2012年10月）
- 博士と太郎の異常な愛情（2013年7月）
- Dステ 14th「十二夜」（2013年10月） - フェイビアン 役
- 広島に原爆を落とす日（2013年12月）
- Dステ15th「駆けぬける風のように」（2014年10月） - 中岡慎太郎 役 （演劇集団キャラメルボックスとのコラボ）
- 劇団TEAM-ODAC「僕らの深夜高速」（2014年11月）
- タカハ劇団「わたしを、褒めて」（2015年2月）
- 劇団アメリカンコミックシアター「二度寝クライシス」（2015年3月）
- シスカンパニー公演 日本文学シアターvol.2【夏目漱石】『草枕』（2015年6月） - 久一 役
- ホテル・カルフォリニア〜HOTEL CALFORINIA〜（2016年2月、紀伊國屋ホール） - 健二 役[16]
- 演劇集団キャラメルボックス「また逢おうと竜馬は言った」（2016年5月 - 6月） - 本郷 役
- Dステ19th「お気に召すまま」（2016年10月） - フィービー 役
- 劇団ワンツーワークス「アジアン・エイリアン」（2017年6月）
- ミュージカル「マリアと緑のプリンセス」（2017年8月）
- 関数ドミノ（2017年10月） - 土呂弘光 役
- シスカンパニー公演「近松心中物語」（2018年1月 - 2月）
- 西瓜糖「ご馳走」（2019年5月）
- 私立恵比寿中学主演舞台「ボクコネ 〜ぼくはテクノカットよりコネチカット〜」（2020年3月 ※ 新型コロナウイルスの影響により公演中止。尚、同年4月に有料配信） -佐藤 役-

### バラエティ
- カタリダス〜MAKE IT GREAT〜（2010年10月 - 12月、TBS） - 「マナビダス」一員
- 名作ホスピタル（2012年4月 - 2014年3月、NHK Eテレ） - プレゼンター

### インターネットドラマ
- ネット版 仮面ライダーオーズ ALL STARS 21の主役とコアメダル（2011年7月、テレ朝動画 ほか） - ウヴァ（人間態 / 怪人態の声） 役
- ラヴコンシェル 第7週「運命の人」（2013年1月、NOTTV） - 日浦 役
- そのときあなたは夢をみた（2014年2月）
- オーズ10th 仮面ライダーバース バースX誕生秘話（2022年7月3日、東映特撮ファンクラブ） - ウヴァ 役[17]

### 配信
- 俳優落語（2020年5月）

### ラジオドラマ
- 青春アドベンチャー ゴー・ゴー! チキンズ（2009年10月、NHK-FM）
- 青春アドベンチャー ゴー・ゴー! チキンズ パート2（2010年7月、NHK-FM）

### ゲーム
- スーパーヒーロージェネレーション（2014年、PS3・PS Vita） - ウヴァ 役